# Буран

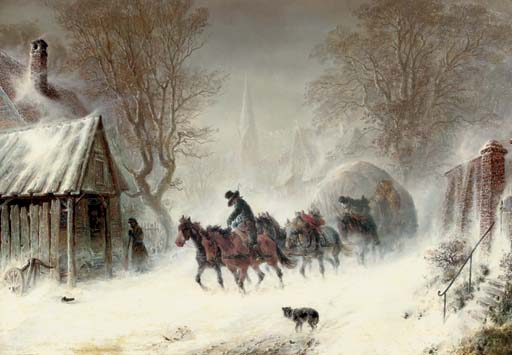
«Подорож крізь снігову бурю»,

Бура́н — степова заметіль. Бураном називають заметіль у степовій місцевості, наприклад у Башкортостані, Оренбурзькій області, Казахстані та у південній Україні — у материковій частині та степовому Криму.